# Avdrenia ajax
Avdrenia ajax är en insektsart som beskrevs av Otte, D. 1988. Avdrenia ajax ingår i släktet Avdrenia och familjen syrsor. Inga underarter finns listade i Catalogue of Life.